# Prison de Georgetown
La prison de Georgetown (en anglais : Georgetown Prison), également connue sous le nom de Camp Street prison est une prison guyanienne située à Georgetown.

## Historique
Dans les années 1930, avec la fermeture temporaire du His Majesty's Penal Settlement de Mazaruni, la prison de Georgetown est devenue la principale prison de la Guyane Britannique.